# Радар-детектор

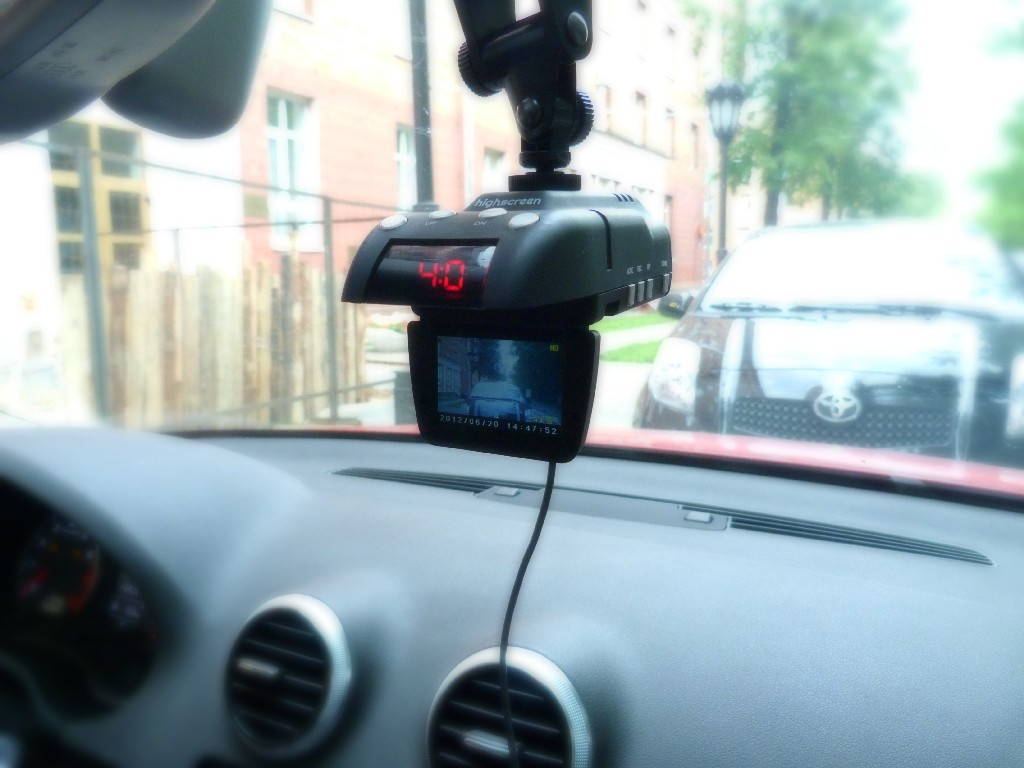
автомобильный видеорегистратор с радар-детектором

Радар-детектор — специализированный радиоприёмник, устанавливаемый в автомобиль и обнаруживающий работу полицейского радара (определителя скорости) и предупреждающий водителя о том, что инспектор ДПС инструментально следит за соблюдением Правил дорожного движения (ПДД).
Правилами дорожного движения установлены ограничения скорости на автомобильных дорогах, за нарушение ПДД на водителя может быть наложен штраф или применено административное наказание (например, лишение водительских прав). Водители автомобилей, желая быть информированными о работе ДПС и/или в стремлении избежать наказания за умышленное или неумышленное нарушение ПДД, устанавливают на своих автомобилях радар-детектор. Радар-детектор является пассивным устройством, которое обнаруживает радиолокационное облучение полицейского радара и предупреждает об этом водителя (система предупреждения об облучении).

## Конструкция и особенности применения

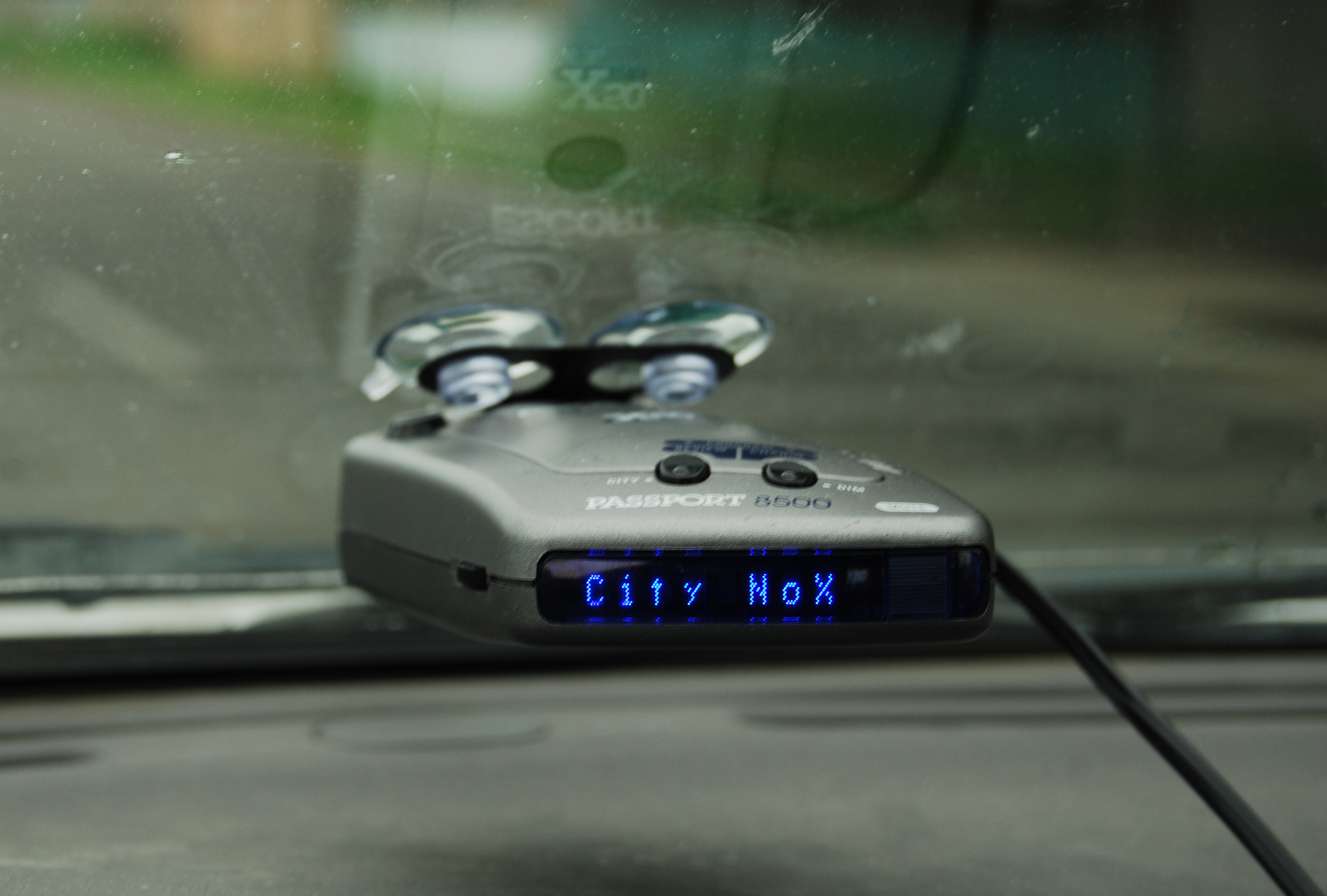
радар-детектор

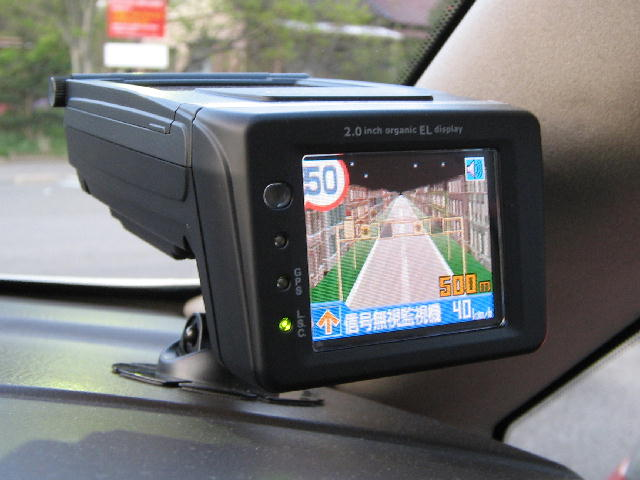
радар-детектор

Недорогой быстросъёмный радар-детектор бюджетного ценового диапазона, широко применяемый на практике, представляет собой малогабаритное электронное устройство, функционально состоящее из:
- радиоприёмной части устройства, включающей частотный дискриминатор и супергетеродинный радиоприёмник сигнала, работающий в нескольких диапазонах частот (как вариант):
  - диапазон Х: 10,525 ГГц ±50 МГц
  - диапазон Ku: 13, 450 МГц ±50 МГц
  - диапазон К: 24,150 МГц ±100 МГц
  - диапазон Ка: 34, 70 ГГц ±1300 МГц
- приёмника лазерного излучения в спектральном диапазоне 800—1100 нм
- приёмника спутниковой навигационной системы GPS c функцией обнаружения безрадарных объектов дорожной полиции и других стационарных объектов по привязке к географическим координатам (например, стационарные посты ДПС, пешеходные переходы, ж/д переезды, светофоры и т. п.)
- процессора обработки информации
- внутренней памяти с возможностью обновления прошивки и базы данных объектов через интернет
- блока питания (может быть установлен встроенный литиевый аккумулятор для резерва бесперебойной работы устройства).

Такой радар-детектор предупреждает водителя о работающих камерах контроля скоростного режима, неработающих камерах и муляжах, о препятствиях на дороге, о текущей и средней скорости движения, о текущем расстоянии до камеры или препятствия и т. д. Для индикации обычно используется дисплей с словарной и символьной индикацией, звуковые сигналы (биперы), а также может присутствовать проговаривание голосом подсказок и предупреждений (речевой информатор).
Для правильной работы радар-детектора требуется при его установке соблюдать ряд несложных правил, которые отражены в руководстве пользователя для каждой конкретной модели устройства. В общих чертах — ВЧ антенна и датчики должны быть направлены на дорогу под заданным углом, антенна GPS-приёмника не должна быть ничем закрыта, также следует учитывать экранирующий эффект дворников либо других металлических частей кузова автомобиля. При всём этом прибор не должен закрывать водителю обзор, и в то-же время дисплей должен быть в удобном поле зрения.
Обычно радар-детекторы и антирадары устанавливаются за ветровым стеклом, на салонном зеркале заднего вида или в других местах в салоне автомобиля, подключаются к бортовой сети (12 вольт) через прикуриватель. Более сложные несъёмные модели для установки требуют привлечения специалистов. Эти приборы классифицируются:
- По исполнению: встраиваемые и невстраиваемые;
- По контролируемым диапазонам частот, на которых работают полицейские радары: Х, Ku, K, Ka, Laser;
- По режиму работы радара: OEM, Ultra-X, Ultra-K (K-Pulse)/(Smartscan™), Instant-On, POP™, HYPER-X™, HYPER-K™;
- По углу охвата (в градусах): все направления, встречное, попутное.

(Приборы с широтой срабатывания 360 ° позволяют обнаружить радары, контролирующие скорость под углом к направлению движения и на удаляющихся автомобилей.)
- По возможности привязки к координатам GPS, Глонасс.

Радар-детекторы могут реагировать на помехи, создаваемые линиями электропередачи, электрическим транспортом (трамвай, троллейбус, электровозы), поэтому во многие модели встраивается защита от ложного срабатывания.
Конструктивная особенность «глушение сигнала радара» или искажение определяемой полицейским радаром скорости автомобиля-нарушителя, которая действительно делает его «антирадаром», запрещена во всех странах. Кроме того некоторые радар-детекторы могут обнаруживать лазерные измерители скорости (лидары), а также системы VG-2 (приборы, обнаруживающие радар-детекторы).
Популярный у российской автоинспекции комплекс видеофиксации правонарушений «СТРЕЛКА-СТ» в 2010—2012 годах не определялся большинством детекторов радаров. В 2012 году в продаже было всего несколько моделей (такая функциональность была заявлена у всех производителей). Сегодня уже нет ни одного радар-детектора, который был бы не способен заблаговременно предупреждать о «СТРЕЛКА-СТ» и «СТРЕЛКА-М».
Массовые и сложно детектируемый комплексы.
В 2017—2018 годах на просторах РФ появился новейший мобильный измеритель скорости на колесной базе, под названием «ОСКОН-СМ», который определяется уверенно буквально немногими приборами стоимостью от 8 тысяч рублей. Вторым сложно детектируемым комплексом является новейшая тренога СКАТ-П, с приемом которого дела обстоят ещё сложнее и соответственно порог цены радар-детектора увеличивается.

## Особенности применения антирадаров и радар-детекторов
Применение антирадаров и радар-детекторов регулируется законодательством.
В некоторых государствах и федеральных объединениях местные законы запрещают использование лазер/радар-детекторов. Перед использованием прибора следует удостовериться, что на вашей территории его применение разрешено. На всей территории Российской Федерации, Украины и Белоруссии использование радар-детекторов не запрещено.

## Законы других стран
- Австрия: использование запрещено. Нарушители подвергаются денежному штрафу, а прибор изымается.
- Азербайджан: антирадары запрещены, запрета на использование радар-детектора нет.
- Албания: не существует запрета на провоз и использование.
- Беларусь: Антирадары в Беларуси вне закона. А вот против радар-детекторов ГАИ ничего не имеет, считая их даже в некоторой степени полезными для дорожной безопасности[1].
- Бельгия: запрещено производство, ввоз, владение, предложение в продажу, продажа и бесплатное распространение оборудования, которое показывает наличие приборов, контролирующих движение и мешает их функционированию. Нарушение грозит заключением в тюрьму от 15 дней до 3 месяцев, или взимается денежный штраф. В случае повторного нарушения денежный штраф удваивается. В любом случае прибор изымается и уничтожается.
- Болгария: не существует общего запрета. Использование разрешено, если это не мешает измерению скорости
- Венгрия: запрещено владение, использование во время движения и реклама радар-детекторов. При нарушении грозит денежный штраф и изъятие прибора.
- Дания: запрещено оснащение автомобиля оборудованием или отдельными частями, настроенными на получение электромагнитных волн от приборов полиции, настроенных на контролирование скорости или мешающих работе этих приборов. Нарушение облагается денежным штрафом.
- Испания: запрещено использование.
- Латвия: использование запрещено. При продаже нет ограничений. Однако при обнаружении налагается денежный штраф, оборудование изымается.
- Литва: использование запрещено. Возможно взимание денежного штрафа и изъятие оборудования.
- Люксембург: возможно заключение в тюрьму от 3 дней до 8 лет, а также взимание денежного штрафа и изъятие оборудования.
- Нидерланды: нет запрета на использование.
- Норвегия: нет запрета на использование, но есть некоторые незначительные ограничения.
- Польша: запрещено использование и провоз в действующем состоянии. Провоз допускается только тогда, когда прибор признан непригодным к использованию (например, запакованный). При нарушении взимается денежный штраф.
- Румыния: не существует запрета на использование. Это положение обсуждается.
- Турция: использование запрещено. Нарушители подвергаются денежному штрафу, а прибор изымается.
- Финляндия: полиция использует на штатных и внештатных машинах для отлова нарушителей. 95 % радаров основаны на Ka-диапазоне, но иногда используются и диапазон K, и крайне редко лазерные. Радаров, основанных на диапазоне X и Ku нет. Также в Финляндии на новых трассах иногда используют ловушки типа Gatso, но это не радары, использующие радиоволны, а GPS-пеленгаторы, использующие датчики, установленные на разделительной полосе дороги. Для отслеживания таких приборов нужны детекторы другого типа.
- Франция: денежному штрафу подлежат предложение в продажу, ввоз, приобретение, продажа, установка, использование и провоз приборов, которые показывают наличие радаров. Затем изымается прибор и автомобиль, в котором он находится.
- Чехия: нет запрета на использование. Это положение до сих пор обсуждается.
- Швейцария: денежному штрафу подлежат предложение в продажу, ввоз, приобретение, продажа, установка, использование и провоз приборов, которые показывают наличие радаров. Затем изымается прибор и автомобиль, в котором он находится.
- Швеция: существует запрет на производство, передачу, владение и применение. Нарушение грозит изъятием прибора, денежным штрафом или заключение в тюрьму до 6 месяцев.
- Германия: в этом отношении одна из самых лояльных стран. Полицией неоднократно проводились специальные акции, по итогам которых автолюбителям дарили радар-детекторы. В целях безопасности дорожные службы установили на наиболее опасных участках дорог так называемые «ложные радары» — устройства, имитирующие сигнал дорожного радара. При срабатывании радар-детектора водитель снижает скорость, что соответственно снижает аварийность. С 2002 года использование запрещено. При продаже либо владении нет ограничений. Однако при обнаружении установленного и готового к работе прибора налагается денежный штраф (75 Евро) и один пункт в штрафном регистре, при этом оборудование конфискуется.
- Эстония: Радар-детекторы и антирадары запрещены. Штраф достигает 400 евро, а прибор изымается. Практически все экипажи полиции оборудованы обнаружителями антирадаров и радар-детекторов. Так в 2012 году был установлен рекорд последних лет: тогда в Эстонии было выявлено 628 антирадаров, в основном — у приезжих иностранцев[2]

Наличие радар-детектора в автомобиле иногда позволяет избегать неприятных контактов с инспекторами дорожной службы и может положительно влиять на самодисциплину водителей, тем самым повышая безопасность движения.
Радар-детекторы, за исключением моделей со встроенным GPS-приемником, неэффективны против комплексов, измеряющих время проезда автомобилем определённого расстояния, так как данная технология не требует применения радиоизлучения в сторону движущегося автомобиля.

## Детектор радар-детектора
Детектор радар-детектора (RDD) — это устройство, используемое полицией и/или правоохранительными органами в странах и районах (например — некоторых штатах США, где использование радар-детекторов законодательно запрещено.
Радар-детекторы построены на базе супергетеродинного приемника, который обычно имеет гетеродин — локальный генератор малой мощности излучения. Поэтому детектор радар-детектора обнаруживает такие излучения путём возбуждения гетеродина рабочей частотой плюс 10 МГц к промежуточной частоте. Многие модели полицейских радаров оснащаются таким устройством.
Перехватчик VG-2 был первым устройством, разработанным для этой цели, в настоящее время уже доступны более современные технологии, такие как используемые в модели Spectre III (Stalcar в Австралии). Этот вид «радиоэлектронной борьбы» работает в обоих направлениях, поскольку детектор-детекторы используют аналогичный супергетеродинный приемник, многие ранние «стелс» радар-детекторы были оснащены схемой радар-детектор-детектор-детектор, которая отключает гетеродин радар-приемника при обнаружении сигнала детектора-детектора, предотвращая обнаружение таким оборудованием. В начале 1990-х годов, специалисты компании BEL-Tronics, Inc. из Онтарио, Канада (где использование радар-детектора запрещено), обнаружили, что частоту локального гетеродина можно изменять, чтобы быть вне диапазона действия перехватчика VG-2.
Это привело к тому, что почти все производители радар-детекторов начали использовать изменение частоты локального генератора (гетеродина).
Сегодня практически каждый промышленный радар-детектор на рынке защищен от перехватчика VG-2. На сегодняшний день VG-2 утратил актуальность и больше не дорабатывается, вместо него разработан новый принцип обнаружения, новое поколение детекторов радар-детекторов — VG-3.
Например модель полицейского радара Spectre III обнаруживала почти каждый радар-детектор, сертифицированный для работы в Соединенных Штатах Федеральной комиссией по связи по состоянию на декабрь 2004 года. Однако технология противодействия быстро развивалась, так что к июлю 2008 года даже бюджетные радар-детекторы смогли избежать обнаружения. Затем, в конце 2008 года, была выпущена модель Spectre IV (Elite) с улучшенной дальностью и надежностью по сравнению с Spectre III.
Производители радар-детекторов выпускают некоторые модели, которые не обнаруживаются Spectre Elite даже на расстоянии 10-30 см, что делает их не обнаруживаемыми в реальных ситуациях.